# Ding Yuhuan
Ding Yuhuan (chinesisch 丁雨欢; * 3. Oktober 2003 in Bayan Nur, Innere Mongolei) ist eine chinesische Biathletin. Sie nahm an den Olympischen Winterspielen 2022 teil.

## Sportliche Laufbahn
Ding Yuhuan sammelte erste internationale Erfahrungen bei den Olympischen Jugendspielen 2020 in Lausanne, wo sie die Einzelrennen unter den besten 40 und die Single-Mixed-Staffel auf Platz 17 abschloss. Danach trat die Chinesin erst Ende 2021 wieder in Erscheinung, als sie in Idre ihr Debüt im IBU-Cup gab. Eine Woche später bestritt sie dazu erstmals Weltcuprennen und landete im Sprint von Östersund auf dem letzten Platz, bereits in Le Grand-Bornand verbesserte Ding dieses Ergebnis klar und wurde 67. des Sprints. Nachdem sie bei den Rennen von Ruhpolding erstmals eine Staffel bestritt, wurde die Chinesin gleich in ihrem Debütjahr für die Olympischen Spiele in ihrem Heimatland nominiert. Dort wurde Ding 81. des Einzels und 76. des Sprintrennens, die Staffel schloss sie mit Tang Jialin, Chu Yuanmeng und Meng Fanqi auf Platz 12 ab.

## Statistiken

### Weltcupplatzierungen
Die Tabelle zeigt alle Platzierungen (je nach Austragungsjahr einschließlich Olympische Spiele und Weltmeisterschaften).
- 1.–3. Platz: Anzahl der Podiumsplatzierungen
- Top 10: Anzahl der Platzierungen unter den ersten zehn (einschließlich Podium)
- Punkteränge: Anzahl der Platzierungen innerhalb der Punkteränge (einschließlich Podium und Top 10)
- Starts: Anzahl gelaufener Rennen in der jeweiligen Disziplin
- Staffel: inklusive Mixed- und Single-Mixed-Staffeln

| Platzierung               | Einzel | Sprint | Verfolgung | Massenstart | Staffel | Gesamt |
| ------------------------- | ------ | ------ | ---------- | ----------- | ------- | ------ |
| 1. Platz                  |        |        |            |             |         |        |
| 2. Platz                  |        |        |            |             |         |        |
| 3. Platz                  |        |        |            |             |         |        |
| Top 10                    |        |        |            |             |         |        |
| Punkteränge               |        |        |            |             | 1       | 1      |
| Starts                    |        | 4      |            |             | 1       | 5      |
| Stand: Saisonende 2021/22 |        |        |            |             |         |        |

### Olympische Winterspiele
Ergebnisse bei Olympischen Winterspielen:
|                                        | Einzelwettbewerbe | Einzelwettbewerbe | Einzelwettbewerbe | Einzelwettbewerbe | Staffelwettbewerbe | Staffelwettbewerbe |
| Einzel                                 | Sprint            | Verfolgung        | Massenstart       | Damenstaffel      | Mixedstaffel       |                    |
| -------------------------------------- | ----------------- | ----------------- | ----------------- | ----------------- | ------------------ | ------------------ |
| Olympische Winterspiele 2022 \| Peking | 81.               | 76.               | –                 | –                 | 12.                | –                  |